# Ilussa-amur
Ilussa-amur war eine assyrische Prophetin. Möglicherweise war sie am Tempel von Aššur beschäftigt. In den assyrischen Staatsarchiven sind mehrere Weissagungen überliefert, die sie an König Aššur-aḫḫe-iddina sandte.
Umstritten ist, ob sie nicht doch eher ein Mann war. Zwar trägt sie das weibliche Determinativ, wird jedoch mit einem männlichen Pronomen benannt. Dieses Phänomen ist jedoch auch aus Mari bekannt, wo Propheten in Texten beiden Geschlechtern zugeordnet wurden.